# جائحة فيروس كورونا في زامبيا
توثق هذه المقالة آثار جائحة فيروس كورونا 2019-2020 في زامبيا، وقد لا تتضمن جميع الاستجابات والتدابير والإجراءات الرئيسية حتى الآن.

## خلفية
في 12 يناير 2020، أكدت منظمة الصحة العالمية عن ظهور فيروس كورونا المستجد كسبب للمرض التنفسي الذي أصاب مجموعة من الأشخاص في مدينة ووهان، مقاطعة خوبي، الصين، إذ أُبلغ عنهم إلى منظمة الصحة العالمية في 31 ديسمبر 2019. كانت نسبة الوفيات بين الحالات المُشخصة بكوفيد-19 أقل بكثير من جائحة فيروس سارس في عام 2003، لكن انتقال العدوى كان أكبر، والوفيات أيضًا.

## الخط الزمني
حتى 17 مارس 2020، أغلقت الحكومة جميع المؤسسات التعليمية وفرضت بعض القيود على السفر إلى الخارج.
في 18 مارس 2020،أبلغت زامبيا عن أول حالتين لـ COVID-19. كان المرضين زوجين سافروا إلى فرنسا لقضاء عطلة.